# Florent Sophius op ten Noort (1856-1927)
Florent Sophius op ten Noort (Zutphen, 4 januari 1856 - Ede, 3 december 1927) was een Nederlands burgemeester uit de adellijke familie Op ten Noort.
Op ten Noort werd geboren in Zutphen op 4 januari 1856 als zoon van Florent Sophius Sr.. Deze was officier van justitie en procureur-generaal bij het Gelders gerechtshof. De familie bezat enige plantages in Suriname. Florent Sophius zou later eigenaar worden van de plantage Vossenburg.
In 1878 werd Op ten Noort benoemd tot onbezoldigd commies ter Secretarie in de gemeente Ede. In 1881 werd hij gemeentesecretaris in Brielle. Op 24 april 1883 trouwde hij met Antoinette Jeane van Bemmelen de dochter van de directeur van de Rotterdamse dierentuin Diergaarde Blijdorp. In 1886 werd hij benoemd tot burgemeester van Alblasserdam en Oud-Alblas, waarna hij in 1896 terugkeerde naar Ede, om daar burgemeester te worden. Hij bleef dit tot 1905. In dat jaar vertrok hij naar Zwollerkerspel, omdat hij was benoemd tot inspecteur van Volksgezondheid en Drankbestrijding voor de provincies Friesland, Groningen en Drenthe. Na nog in Oosterbeek te hebben gewoond, keerden Op ten Noort en zijn vrouw in 1919 terug naar Ede, waar zij tot hun dood bleven wonen. Florent Sophius overleed op 3 december 1927. Zijn vrouw zeven weken later.